# Sigismondo Pandolfo Malatesta
Sigismondo Pandolfo Malatesta (ur. 19 czerwca 1417 w Rimini, zm. 7 października 1468 tamże) – włoski kondotier zwany wilkiem z Rimini (wł. il lupo di Rimini), syn Pandolfa III Malatesty i jego kochanki Antonii di Giacomino dei Barignano. Od 1432 był panem (wł. signore) Rimini i Fano z dynastii Malatesta, podczas gdy jego brat Domenico Malatesta był panem Ceseny.

## Życiorys

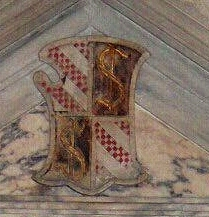
Herb Sigismondo Pandolfo Malatesty w katedrze w Rimini

Był jednym z trzech nieślubnych synów Pandolfa. Papież Marcin V zalegalizował jego stan cywilny, mimo to Sigismondo nie czuł się zobowiązanym do lojalności wobec papiestwa, które pozbawiło jego ród wielu ziem w 1430. Poświęcił się rzemiosłu wojennemu. Był uważany przez swoich współczesnych za jednego z najodważniejszych kondotierów w Italii. Uchodził też za wzór renesansowego księcia. Uczestniczył we wszystkich ważniejszych wojnach włoskich, które charakteryzowały jego czasy. Służył po kolei wszystkim stronom tego konfliktu. Wielokrotnie angażowali go papieże, ale prowadził także wojska weneckie przeciwko Republice Ambrozjańskiej i przeciwko Franciszkowi Sforzy. Walczył także przeciwko Imperium osmańskiemu w 1465. Pomagał Florentyńczykom podczas inwazji Alfonsa V. Zdołał przerwać oblężenie Piombino dzięki manewrowi, który wszystkich wprawił w zdziwienie. Za ten wyczyn przyznano mu prawo do triumfu we Florencji. To osiągnięcie było jednak przyczyną nienawiści ze strony króla Aragonii, który nie przestał go nigdy nienawidzić i dążył do zniszczenia państwa zbudowanego przez Malatestę. Sigismondo był uważany za człowieka wiarołomnego, który nie budzi zaufania. W rzeczywistości jego zmienne zachowanie nie wynikało z charakteru, ale spowodowane było raczej troską o państwo, które ciągle znajdowało się w stanie wojny z Montefeltro rządzonym przez Federico da Montefeltro. Pozostałości po dobrze funkcjonującym państwie Malatesty znajdujemy do dziś, chociażby w postaci twierdz wskazujących na zamożność władcy. Najważniejsze z nich to: Rimini, Fano, Verucchio, Gradara, Mondaino, Montefiore Conca, San Leo, Montebello i Santarcangelo di Romagna.
Malatesta był również poetą i mecenasem sztuki. Dzięki niemu powstała świątynia, która jest symbolem Rimini – Tempio Malatestiano. Jej budowę władca powierzył Leonowi Battiście Albertiemu, słynnemu wówczas architektowi.
Sigismondo był trzykrotnie żonaty. Pierwszą jego żoną była Ginevra d’Este, drugą Polissena Sforza, a trzecią Isotta degli Atti. Prawdopodobnie druga z nich została zamordowana przez niego samego. Tylko ślub z trzecią nie był spowodowany przyczynami politycznymi. Była ona bowiem od dziesięciu lat jego kochanką i dała mu również nieślubnego syna. Małżeństwo z nią było więc uregulowaniem stanu faktycznego.
Historia władcy kończy się w sposób dramatyczny. Na skutek nacisku króla Aragonii został on wykluczony z uczestnictwa w pokoju w Lodi, który położył kres wojnom włoskim. To wykluczenie stało się początkiem jego upadku. Wkrótce popsuły się relacje Malatesty z papieżem Piusem II, który jako Sieneńczyk był jego przeciwnikiem. Doprowadziło to do walk z wojskami papieskimi dowodzonymi przez Federico da Montefaltro. Malatesta został zmuszony do obrony i wreszcie pokonany pod Pian della Marotta nad rzeką Cesano. Klęska ta była początkiem upadku jego państwa.
Reputacja gwałtownika, która przylgnęła do Malatesty, była częściowo wynikiem konsekwentnego zniesławiania go przez Piusa II. Dnia 27 kwietnia 1462 Pius II wydał dekret w którym orzekł, że przeznaczeniem Malatesty jest piekło.
W celu odzyskania sławy zaciągnął się na służbę wenecką do walki z Turkami, ale wojna ta nie przyniosła mu spodziewanej sławy. Po powrocie wezwał go do siebie nowy papież Paweł II, który w zamian za odstąpienie Rimini, zaproponował mu Foligno i Spoleto. Malatesta odrzucił tę propozycję, stwierdzając, że nigdy nie porzuciłby dziedzictwa swych przodków.
Zmarł 7 października 1468, w wieku 51 lat. Został pochowany w grobowcu znajdującym się w Tempio Malatestiano w Rimini. Świątynia ta może być traktowana jako symbol jego dążeń i planów, została bowiem zaprojektowana jako olbrzymia budowla, ale projekt ten nie został w pełni zrealizowany, tak jak plany dotyczące państwa.